# 微子
微子（？—？），子姓，名啟，世称微子、微子啟、微子開，是殷商宗室貴族，商王帝乙的長子，帝辛的庶兄，微子啟叛商降周、為春秋宋國的開國始祖。《論語》中孔子稱微子、箕子、比子爲「殷三仁」：「微子去之，箕子爲之奴，比干諫而死。孔子曰：『殷有三仁焉。』」。元朝追封爲仁靖公。
微子啟相傳為朱姓、宋姓、鍾姓、華姓（花姓）、墨姓的先祖，有人認為墨子（墨氏名翟）是微子啟的後代。《姓氏尋源》說墨氏出於宋微子，為宋微子後裔。

## 人物生平
微子，名啟，殷商末年朝歌人，殷商帝乙之子，紂王（帝辛）的庶兄。
微子生年不详。初封於「微」。
約前1063年，周公東征平定三監之亂後，紂王子武庚被殺，周公代天巡狩，以周成王之命，封微子於宋地，以示不絕殷商之香火，爵位為公爵，准用天子禮樂祭祖，微子遂建了宋國，為周朝二王三恪之一。
微子嫡子微伯有一子腯，但微伯及后代爲質于周朝作史官，不能继承國君之位，遂按殷兄终弟及的宗法，传位于微子的二弟衍继位，是為微仲。
據《淇縣縣志》記載，河南淇縣有「三仁廟」，奉祀微子、箕子、比子，配祀先師孔子、曾子、孟子、子思子、陽明子等諸賢神位、後殿祀文昌帝君，亦縣塾所在。邑民頗奉香火，太平天國時被毀。

## 典故
- 【微子請罪】：武王克殷後，微子持殷商宗廟禮器，來到武王軍營前，表示投降。他袒露上身，雙手捆縛於背後，跪地膝進，左邊有人牽羊，右邊有人秉茅，向武王請罪。武王將他釋放，宣布恢復他原有爵位，以示寬厚為懷。
- 【微子離殷】
- 【微子封宋】
- 【殷有三仁】

## 影视形象
- 1990年上映的电视剧 《封神榜》中，微子由李慰飾演。

- 2006年上映的电视剧《封神榜之鳳鳴岐山》中，微子由關順田飾演。

- 2007年上映的电视剧《封神榜之武王伐紂》中，微子由李明禮、吳玉喜飾演。

## 註解
1. ↑  因其封國名微，「微」是國號，「子」是爵位
2. ↑  漢朝人為了避漢景帝「劉啟」諱，通常把微子啟改稱為「微子開」
3. ↑  《史記·宋微子世家》
4. ↑  《呂氏春秋·卷十一》稱微子、微仲與紂王三人同母，但是其母在生微子和微仲时的身分是妾，生紂王時則已提升爲正妻，所以微子是庶長子
5. ↑  《新元史·卷87》封微子爲仁靖公，箕子爲仁獻公，比干爲仁顯忠烈公，加封漢張飛爲武義忠顯英烈靈惠助順王
6. ↑  今河南淇县
7. ↑   微是微子的封國，原在今山西潞城東北，後遷徙至今山東梁山西北一帶
8. ↑  為商族發祥地，今河南商丘一帶

| 前任： — | 宋国君主 前11世紀 | 繼任： 弟宋微仲 |